# Aichryson bollei
Aichryson bollei és una espècie de planta del gènere Aichryson de la família de les Crassulaceae.

## Taxonomia
Aichryson bollei Webb ex Bolle va ser descrita per Carl (Karl) Augus Bolle i publicada a Bonplandia 7: 243. 1859.
Etimologia
- bollei : epítet atorgat en honor del botànic alemany Carl (Karl) Augus Bolle.[2]